# Łabiszyn
Łabiszyn è un comune urbano-rurale polacco del distretto di Żnin, nel voivodato della Cuiavia-Pomerania.
Ricopre una superficie di 166,92 km² e nel 2004 contava 9 275 abitanti.